# Randa Siniora
Randa George Yacoub Siniora (arabisch رندة السنيورة, DMG Randa as-Sinyūra; * 1961) ist eine palästinensische Menschenrechts- und Frauenrechtsaktivistin. Sie dokumentiert seit drei Jahrzehnten Menschenrechtsverletzungen in den besetzten palästinensischen Gebieten und ist seit 2015 Generaldirektorin des Women’s Center for Legal Aid and Counseling in Ramallah.

## Leben
Siniora studierte von 1979 bis 1983 an der Universität Bir Zait Soziologie und Anthropologie. 1987 schloss sie den Master an der Universität Kairo in Soziologie und Anthropologie ab. Von 1994 bis 1995 studierte sie an der University of Essex, wo sie einen Master of Laws in internationalem Menschenrechtsrecht erwarb. Ihre Masterarbeit verfasste sie über Textilarbeiterinnen im Westjordanland, die Waren für israelische Unternehmen herstellen.
Von 1997 bis 2001 war Siniora Leiterin der Abteilung Networking und Advocacy im Women’s Center for Legal Aid and Counseling. Die NGO wurde 1991 in Jerusalem gegründet, um zur Entwicklung einer demokratischen palästinensischen Gesellschaft beizutragen, die auf den Grundsätzen der Gleichheit und sozialen Gerechtigkeit beruht. Von 2001 bis 2005 war Siniora Generaldirektorin der Organisation Al-Haq. Zwischen 2008 und 2014 war sie Vorsitzende der palästinensischen Sektion der Organisation Defence for Children International. Von September 2007 bis Juni 2015 war sie zudem leitende Direktorin der Independent Commission for Human Rights (ICHR), der nationalen Menschenrechtsinstitution Palästinas. Im Jahr 2015 wurde sie Generaldirektorin des Women’s Center for Legal Aid and Counseling.
Im Oktober 2018 war Siniora die erste palästinensische Aktivistin, die vor dem Sicherheitsrat der Vereinten Nationen sprach. Siniora wies auf die hohe Rate häuslicher Gewalt und die steigende Zahl von Frauenmorden in den besetzten Gebieten hin. Sie sprach auch das Problem der politischen Ausgrenzung von Frauen an und erklärte, dass die israelische Besatzung und die daraus resultierende humanitäre Krise stark geschlechtsspezifisch geprägt seien und die bestehenden Ungleichheiten zwischen den Geschlechtern noch verschärften.

## Werke
- Palestinian Labor in a Dependent Economy: Women Workers in the West Bank Clothing Industry. Cairo Papers in Social Science, Vol. 12, Monograph 3, American University in Cairo Press, Cairo 1990.
- Lobbying for a Palestinian Family Law: The Experience of the Palestinian Model Parliament: Women and Legislation. Paper for the Conference on Islamic Family Law in the Middle East and North Africa. Amman 2000.